# Brad Paisley
Brad Paisley (ur. 28 października 1972 w Glen Dale, Wirginia Zachodnia) – amerykański muzyk country.

## Życiorys
Brad Paisley otrzymał od dziadka swoją pierwszą gitarę, kiedy miał 8 lat. W wieku lat 13 Paisley napisał swoją pierwszą piosenkę, "Born on Christmas Day". Dyrektor szkoły, do której uczęszczał wówczas Paisley, poprosił chłopca, aby zaśpiewał tę piosenkę na spotkaniu w Klubie Rotariańskim. Tamtego dnia w klubie Brada usłyszał Tom Miller, dyrektor programu radiowego stacji WWVA. Miller był pod tak wielkim wrażeniem występu chłopca, że zaprosił Paisleya na gościnny występ w programie Jamboree USA, słynnym programie muzycznym tej stacji. Występ udał się znakomicie i wkrótce Paisley występował w Jamboree regularnie. Udział w programie pozwolił Paisleyowi występować także w corocznym festiwalu Jamboree in The Hills, gdzie regularnie występowały wielkie gwiazdy muzyki country, a widownia liczyła 60 000 ludzi lub więcej.
Paisley ukończył John Marshall High School w Glen Dale, Wirginia Zachodnia, potem krótko studiował w stanowym College'u West Liberty, kiedy otrzymał stypendium ASCAP na Uniwersytecie Belmont w Nashville w Tennessee (od 1993 do 1995). W Belmont Brad poznał Franka Rogersa, także studenta, który potem został jego producentem. Spotkał też wówczas Kelley Lovelace, z którą później wspólnie komponował piosenki.
Po ukończeniu studiów w Belmont, Paisley podpisał kontrakt jako autor piosenek z EMI Music Publishing. Napisał m.in. hit Davida Kersha "Another You", a także utwory nagrane przez Davida Balla i Tracy Byrda. Jego debiut jako piosenkarza w wytwórni Arista Nashville miał miejsce 22 lutego 1999 roku piosenką "Who needs Pictures". Wkrótce Brad Paisley miał już na swoim koncie pierwszy hit numer 1 na liście przebojów country Billboardu, "He Didn't Have To Be".
W roku 2000 Paisley zdobył prestiżową nagrodę Horizon Award amerykańskiego stowarzyszenia muzyki country: Country Music Association's (CMA); oraz nagrodę dla najlepszego nowego wokalisty od Academy of Country Music. Rok później otrzymał swoją pierwszą nominację Grammy. 17 lutego 2001 roku po 40 występach w prestiżowym, najstarszym w Ameryce muzycznym programie radiowym country Grand Ole Opry został członkiem Opry Hall of Fame, znajdując się tym samym w ścisłej elicie muzyków country.
W 2002, zdobył nagrodę CMA za Video Roku piosenką "I'm Gonna Miss Her (The Fishin' Song)".
Po debiutanckim albumie Who Needs Pictures oraz drugiej płycie Part II, Paisley wydał swoją trzecią płytę, Mud on the Tires, w 2003 roku. Na płycie znalazł się m.in. hit "Celebrity", video nakręcone do tej piosenki parodiuje programy reality show takie jak Fear Factor czy American Idol. W video tym, gościnnie wystąpiły gwiazdy takie jak Jason Alexander, Jim Belushi, Little Jimmy Dickens, Trista Rehn i William Shatner. Tytułowa piosenka z albumu, "Mud on the Tires," osiągnęła pierwszą pozycję na liście Billboardu w roku 2004. W 2005 roku Paisley koncertował z Reba McEntire i Terri Clark na tournée "Two Hats and a Redhead Tour," oraz wydał kolejną płytę "Time Well Wasted", zawierającą m.in. utwory "Alcohol", "When I Get Where I'm Going" (duet z Dolly Parton), "Out in the Parking Lot" (z Alanem Jacksonem), oraz utwór dodatkowy, "Cornography". W roku 2006, album "Time Well Wasted" wygrał nagrodę CMA na najlepszy album country.
Paisley gra na gitarach Crook Telecaster i używa wzmacniaczy Dr. Z uzyskując swoje własne, oryginalne brzmienie.
Brad Paisley nagrał 2 piosenki do filmu Disneya Auta w 2006 roku, pt.: "Find Yourself" i "Behind The Clouds". Pięć lat później, ponownie zaczął współpracować z wytwórnią Disney Pixar. Znów nagrał 2 utwory pt.: "Nobody's Fool" oraz "Collision Of Worlds" – przy pomocy Robbiego Williamsa.
W roku 2007 ukazała się jego płyta "5th Gear", z której debiutancki singel "Ticks" szybko wylądował na pierwszym miejscu listy przebojów country Billboardu. W roku 2011 natomiast, nagrał album "This Is Country Music". Piosenki z tej płyty również odnoszą sukcesy w Billboard.

## Życie prywatne
W roku 2003 Paisley ożenił się z aktorką Kimberly Williams, którą był zafascynowany od czasu kiedy obejrzał film z jej udziałem, Ojciec panny młodej. Wspólnie z żoną (wtedy narzeczoną) wystąpił w serialu Jim wie lepiej, w którym Kimberly była jedną z głównych gwiazd. Państwo Paisley mieszkają w miejscowości Franklin w stanie Tennessee, mają także dom w Malibu w Kalifornii. W lutym w roku 2007 małżeństwu urodził się syn William Huckleberry Paisley.

## Dyskografia

### Albumy
| Rok  | Tytuł                   | Miejsce na liście | Miejsce na liście | Status     |
| Rok  | Tytuł                   | US Country        | US 200            | Status     |
| ---- | ----------------------- | ----------------- | ----------------- | ---------- |
| 1999 | Who Needs Pictures      | 13                | 22                | platyna    |
| 2001 | Part II                 | 3                 | 31                | platyna    |
| 2003 | Mud on the Tires        | 1                 | 8                 | 2x platyna |
| 2005 | Time Well Wasted        | 1                 | 2                 | 2x platyna |
| 2006 | Brad Paisley Christmas  | 8                 | 47                | złoto      |
| 2007 | 5th Gear                | 1                 | 3                 | 338 201    |
| 2008 | Play: The Guitar Album  |                   |                   |            |
| 2009 | American Saturday Night |                   |                   |            |
| 2011 | This Is Country Music   |                   |                   |            |
| 2013 | Wheelhouse              |                   |                   |            |
| 2014 | Moonshine in the Trunk  |                   |                   |            |
| 2017 | Love and War            |                   |                   |            |

### Single
| Rok  | Singel                                                          | Album                                   | US Hot 100 | US Country | US Pop 100 | US Digital |
| ---- | --------------------------------------------------------------- | --------------------------------------- | ---------- | ---------- | ---------- | ---------- |
| 1999 | "Who Needs Pictures"                                            | Who Needs Pictures                      | 65         | 12         |            |            |
| 1999 | "He Didn't Have to Be"                                          | Who Needs Pictures                      | 25         | 1          |            |            |
| 2000 | "Hard To Be a Husband, Hard To Be a Wife" (w/ Chely Wright)A    | Grand Ole Opry 75th Anniversary, Vol. 2 |            | 68         |            |            |
| 2000 | "Me Neither"                                                    | Who Needs Pictures                      | 85         | 18         |            |            |
| 2000 | "We Danced"                                                     | Who Needs Pictures                      | 29         | 1          |            |            |
| 2001 | "Too Country" (w/ George Jones, Bill Anderson, and Buck Owens)A | Part II                                 |            | 58         |            |            |
| 2001 | "Two People Fell in Love"                                       | Part II                                 | 51         | 4          |            |            |
| 2001 | "Wrapped Around"                                                | Part II                                 | 35         | 2          |            |            |
| 2002 | "I'm Gonna Miss Her (The Fishin' Song)"                         | Part II                                 | 29         | 1          |            |            |
| 2002 | "I Wish You'd Stay"                                             | Part II                                 | 57         | 7          |            |            |
| 2003 | "Celebrity"                                                     | Mud on the Tires                        | 31         | 3          |            |            |
| 2004 | "Little Moments"                                                | Mud on the Tires                        | 35         | 2          |            |            |
| 2004 | "Whiskey Lullaby" (w/ Alison Krauss)                            | Mud on the Tires                        | 41         | 3          |            |            |
| 2004 | "Mud on the Tires"                                              | Mud on the Tires                        | 30         | 1          |            |            |
| 2005 | "Alcohol"                                                       | Time Well Wasted                        | 28         | 4          | 42         | 23         |
| 2005 | "When I Get Where I'm Going" (w/ Dolly Parton)                  | Time Well Wasted                        | 39         | 1          | 72         | 67         |
| 2006 | "The World"                                                     | Time Well Wasted                        | 45         | 1          | 81         |            |
| 2006 | "She's Everything"                                              | Time Well Wasted                        | 35         | 1          | 47         | 28         |
| 2007 | "Born On Christmas Day"                                         | A Brad Paisley Christmas                |            | 41         |            |            |
| 2007 | "Santa Looked a Lot Like Daddy"                                 | A Brad Paisley Christmas                |            | 49         |            |            |
| 2007 | "Penguin, James Penguin"                                        | A Brad Paisley Christmas                |            | 55         |            |            |
| 2007 | "Winter Wonderland"                                             | A Brad Paisley Christmas                |            | 58         |            |            |
| 2007 | "Kung Pao Buckaroo Holiday"                                     | A Brad Paisley Christmas                |            | 59         |            |            |
| 2007 | "Ticks"                                                         | 5th Gear                                | 40         | 1          | 48         |            |

## Nagrody i wyróżnienia
| Rok  | Kategoria                 | Tytułem                                          | Nagroda                         | Nota      | Źródło |
| ---- | ------------------------- | ------------------------------------------------ | ------------------------------- | --------- | ------ |
| 2005 | Vocal Event of the Year   | Whiskey Lullaby (Brad Paisley ft. Alison Krauss) | Academy of Country Music Awards | Laur      | [ 1 ]  |
| 2005 | Video of the Year         | Whiskey Lullaby (Brad Paisley ft. Alison Krauss) | Academy of Country Music Awards | Laur      | [ 1 ]  |
| 2005 | Single Record of the Year | Whiskey Lullaby (Brad Paisley ft. Alison Krauss) | Academy of Country Music Awards | Nominacja | [ 2 ]  |
| 2005 | Song of the Year          | Whiskey Lullaby (Brad Paisley ft. Alison Krauss) | Academy of Country Music Awards | Nominacja | [ 2 ]  |